# Alice dans l'île au trésor
Alice dans l'île au trésor (titre original : The Quest of the Missing Map, littéralement : À la recherche de la carte perdue) est le dix-neuvième roman de la série américaine Alice (Nancy Drew en VO) écrit par Caroline Quine, nom de plume collectif de plusieurs auteurs. L'auteur de ce roman est Mildred Wirt Benson. 
Aux États-Unis, le roman a été publié pour la première fois en 1942 par Grosset & Dunlap, New York. En France, il est paru pour la première fois en 1966 chez Hachette Jeunesse dans la collection « Bibliothèque verte » sous le no 291. Il n'a  plus été réédité en France depuis 1980. 

## Résumé
Remarque : le résumé est basé sur les éditions cartonnées non abrégées parues de 1966 à 1972 en langue française.
Ellen, une étudiante en musique, relate à Alice la singulière histoire de son père, Robert Smith. 
Enfant, il avait un frère jumeau. Leur père, capitaine de navire marchand, avait un jour exceptionnellement autorisé ses deux fils à l'accompagner pour un voyage en mer. Mais le navire fut pris dans une tempête. Voyant que celui-ci allait sombrer, le capitaine donna à chacun de ses fils la moitié d'une carte qui indiquait l’emplacement du trésor qu'il avait enterré sur une île jadis non cartographiée. Les jumeaux furent évacués avant le naufrage, mais le père sombra avec son embarcation et M. Smith ne revit plus jamais son frère jumeau. Il avait vainement tenté de le retrouver, et avait conservé sa moitié de carte au trésor… 
Alice en réalise une copie. Bien lui en prend, car la carte de M. Smith est bientôt volée…

## Personnages
- Personnages récurrents
  - Alice Roy, jeune détective amateur blonde, orpheline de mère,  fille de James Roy.
  - James Roy, avoué[2] de renom, père d'Alice Roy, veuf.
  - Bess Taylor, jeune fille blonde et rondelette, une des meilleures amies d'Alice.
  - Marion Webb, jeune fille brune et sportive, cousine germaine de Bess Taylor et une des meilleures amies d'Alice.
  - Ned Nickerson, jeune homme brun et athlétique, ami et chevalier servant d'Alice, étudiant à l'université d'Emerson.
  - Daniel Evans, camarade de Ned, ami et chevalier servant de Bess, étudiant à l'université d'Emerson.
  - Bob Eddleton, camarade de Ned, ami et chevalier servant de Marion, étudiant à l'université d'Emerson.
  - Sarah, la vieille bonne des Roy, qui a élevé Alice à la mort de sa mère.

- Personnages spécifiques à ce roman
  - Mme Chatham : veuve de Charles Tomlin.
  - Trixie : fille de Mme Chatham, sept ans.
  - Ellen Smith : jeune musicienne de vingt ans.
  - Robert Tomlin, alias M. Smith : père d'Ellen Smith.
  - John-Adrian Tomlin : frère jumeau de Robert Tomlin.
  - Bill Tomlin : camarade d'université de Ned Nickerson.
  - capitaine Stryver : capitaine du Primerose.
  - Tom More : camarade d'université de Ned.
  - Snorky : malfaiteur.
  - M. Bellow : malfaiteur.

## Éditions françaises
Note : Toutes les éditions ont paru aux éditions Hachette.
- 1966 : Alice dans l'île au trésor — coll. « Bibliothèque verte » no 291, cartonné, texte original. Illustré par Albert Chazelle. Traduit par Claude Voilier. 25 chapitres. 252 p.
- 1972 : Alice dans l'île au trésor — coll. « Bibliothèque verte », cartonné, texte original. Nouvelle couverture d'Albert Chazelle. Traduit par Claude Voilier. 25 chapitres. 252 p.
- 1979 : Alice dans l'île au trésor — coll. « Idéal-Bibliothèque », cartonné, texte abrégé. Illustré par Jean-Louis Mercier. Traduit par Claude Voilier. 25 chapitres. 184 p.